# الاتحاد الأردني لكرة القدم
الاتحاد الأردني لكرة القدم هو الهيئة المُشرفة على رياضة كرة القدم في الأردن وكذلك الجهة الراعية لها، تأسس في العام 1949 وأصبح عضواً بالاتحاد الدولي فيفا عام 1958 ثم انضم للاتحاد الآسيوي لكرة القدم عام 1975، يرأسه حالياً الأمير علي بن الحسين.

## تاريخه
قبل تأسيس الاتحاد الأردني لكرة القدم كان الاتحاد الرياضي العام في الأردن يُشرف على رياضة كرة القدم، حيث قام بإطلاق أول بطولة للأندية في الأردن تحت مُسمى بطولة الدوري وذلك في العام 1944 أي قبل خمسة أعوام من تأسيس الاتحاد، وهي ذات البطولة التي تُعرف اليوم باسم الدوري الأردني للمحترفين، وهي بذلك تُعتبر أحد أقدم بطولات الدوري في الوطن العربي عامة والقارة الآسيوية.
أيضاً، يعتبر الاتحاد الأردني لكرة القدم أحد أقدم الإتحادات الأهلية في المنطقة وكان عضواً مؤسساً للإتحاد العربي لكرة القدم.
في شباط من العام 1999 تولى الأمير علي بن الحسين رئاسة الاتحاد الرياضي لكرة القدم وما زال حتى هذا اليوم.

## إنجازات
في العام 2013 توّج الاتحاد الأردني بجائزة أفضل اتحاد متطور بقارة آسيا وذلك في الحفل السنوي الذي أقامه الاتحاد الآسيوي في ماليزيا ونالت الكرة الأردنية نصف مقعد بدوري أبطال آسيا.
في العام 2014 فاز الأردن بجائزة الاتحاد الآسيوي للواعدين، وذلك تقديراً واعترافاً من الاتحاد الآسيوي بالجهود التي يقوم بها اتحاد كرة القدم لرعاية الواعدين والنشاطات والبرامج والمهرجانات التي أطلقها اتحاد الكرة خلال العام 2013.

## رؤساء الاتحاد
منذ تأسيس الاتحاد الاردني لكرة القدم تناوب على رئاسته 17 شخصية اولهم السيد كنج شكري.
1. 1949 – 1953 كنج شكري
2. 1953 – 1957 رفعت المفتي
3. 1957 – 1958 فوزي عزالدين
4. 1959 – 1960 عبدالرحمن فرعون
5. 1960 – 1962 شاكر ابو غزالة
6. 1962 – 1963 مازن العجلوني
7. 1963 - 1967 تحسين المفتي
8. 1967 - 1968 مازن العجلوني
9. 1968 معن ابو نوار
10. 1969-1970 تحسين المفتي
11. 1970 – 1979 سلطان العدوان
12. 1979 – 1983 معن ابو نوار
13. 1983 – 1985 عبدالرؤوف الروابدة
14. 1985 – 1986 سلطان العدوان
15. 1986 - 1988 رجائي الدجاني
16. 1988 - 1989 يوسف غرايبة
17. 1989 – 1993 فخري البلبيسي
18. 1993 – 1999 الملك عبدالله الثاني
19. 1999 – الى الان الامير علي بن الحسين

## الأندية الأردنية
- نادي الفيصلي
- نادي الوحدات
- نادي شباب الاردن
- نادي الجزيرة
- نادي شباب الحسين
- نادي الحسين اربد
- نادي البقعة
- نادي الصريح
- نادي الأهلي
- نادي الرمثا
- نادي ذات راس
- نادي السلط
- نادي الأصالة
- نادي العربي
- نادي مغير السرحان

## المسابقات الرسمية
- الدوري الأردني للمحترفين
- كأس الأردن
- درع الاتحاد الأردني
- كأس السوبر الأردني
- دوري الدرجة الأولى الأردني لكرة القدم
- الدوري الأردني للسيدات

## وصلات خارجية
- الموقع الإلكتروني للاتحاد الأردني لكرة القدم